# دهستان قطب‌آباد
قطب آباد، دهستانی است از توابع بخش کردیان شهرستان جهرم در استان فارس ایران.

## جمعیت
براساس سرشماری سال ۱۳۸۵ جمعیت آن ۱٬۵۶۹ نفر (۳۶۹ خانوار) بوده‌است.